# Tuğlalı, Rize
Tuğlalı là một xã thuộc thành phố Rize, tỉnh Rize, Thổ Nhĩ Kỳ. Dân số thời điểm năm 2010 là 153 người.